# Autorretrato (Alessandro Allori)
Autorretrato, de Alessandro Allori, configura-se como uma peça de singular relevância no escopo da produção artística maneirista, revelando não apenas o domínio técnico do pintor na arte do autorretrato, mas também sua abordagem distintiva à representação de si. Trata-se de uma obra que transcende o mero exercício de autoinscrição visual, convertendo-se em testemunho eloquente da sensibilidade estética e intelectual de seu autor.
Elaborado no seio do florescente ambiente artístico florentino, o autorretrato de Allori oferece um vislumbre privilegiado das práticas culturais e dos códigos visuais vigentes no círculo humanista ao qual o artista pertencia. Através da composição, da gestualidade contida e da sobriedade cromática, o pintor projeta uma imagem cuidadosamente construída de si mesmo — simultaneamente introspectiva e afirmativa —, inscrevendo-se na tradição crescente de afirmação do artista como sujeito pensante, dotado de agência, refinamento e consciência autoral.
Esta obra não apenas confirma a maestria de Allori como retratista, mas também se constitui como documento visual de um ethos no qual arte, identidade e erudição se entrelaçam de maneira indissociável.
Enquanto expoente do maneirismo florentino, Alessandro Allori revelou predileção por formas alongadas, composições intricadas e um vocabulário visual marcado pela elegância artificiosa — características distintivas da corrente estilística a que se filiou. Sua obra manifesta, com frequência, uma tensão dialética entre a observação da natureza e a aspiração ao ideal, em consonância com os preceitos do estilo maneirista que se desenvolveu em oposição à harmonia clássica da Alta Renascença.
O autorretrato do artista encarna exemplarmente tais princípios, conjugando virtuosismo técnico a uma expressividade contida, mas profundamente sugestiva. Nessa imagem de si, Allori não apenas exercita sua habilidade pictórica com precisão refinada, mas também articula uma complexidade emocional que transcende a mera fisionomia, aludindo a um estado de introspecção e autoconsciência típicos da sensibilidade maneirista. A figura se inscreve, assim, em um espaço de ambiguidade estética, onde o real e o ideal se entrelaçam de modo sofisticado e deliberado.

## Análise Detalhada do Autorretrato de Alessandro Allori

### Disposição Composicional e Tratamento Cromático
A composição do autorretrato de Alessandro Allori revela uma disposição estrutural meticulosamente orquestrada, cuja simetria implícita e hierarquia visual dirigem o olhar do espectador com deliberada precisão. A figura do artista emerge como eixo central da cena, impondo-se com gravitas e autoridade introspectiva. Tal arranjo não apenas reforça a coesão visual da obra, mas corrobora a intenção do autor em afirmar-se como sujeito pensante e criador.
A paleta cromática empregada evidencia uma sofisticação tonal que denota profundo conhecimento dos recursos pictóricos herdados da tradição renascentista e reelaborados à luz do maneirismo florentino. Os matizes saturados — em especial os vermelhos escuros, marrons terrosos e negros profundos — conferem à cena uma densidade atmosférica que transcende o plano retiniano e acentua a carga expressiva da imagem.

### Emprego da Luz e da Sombra
O tratamento lumínico recorre com maestria à técnica do chiaroscuro, recurso consagrado que explora os contrastes entre luz e sombra para gerar volumetrias convincentes e modelar as superfícies com notável sensibilidade. A incidência da luz — cuidadosamente calculada — incide sobre o rosto do artista, acentuando as feições com sutileza e conferindo-lhes corporeidade escultural. Este jogo de luz e penumbra não apenas reforça a tridimensionalidade da figura, mas também imprime ao retrato um caráter dramático e introspectivo, típico da sensibilidade maneirista.

### Simbolismo da Cor
As cores adotadas na obra não operam exclusivamente no domínio da percepção sensível, mas inscrevem-se num horizonte simbólico de clara densidade semântica. As tonalidades escuras evocam estados de interiorização e contemplação, remetendo ao universo reflexivo do artista, enquanto os fulgores pontuais de luz — sobretudo nos tecidos ou na carnação — podem ser lidos como alegorias visuais da inspiração, do saber iluminado ou da transcendência do intelecto. Desse modo, a cor torna-se veículo de um discurso estético-filosófico, no qual a autorrepresentação ultrapassa o plano do retrato físico para tornar-se expressão de uma identidade intelectualizada e autoconsciente.